# توماچلرالتین
توماچلرالتین روستایی در دهستان جعفربای شرقی بخش گلدشت شهرستان گمیشان استان گلستان ایران است.

## جمعیت
بر پایه سرشماری عمومی نفوس و مسکن در سال ۱۳۹۵ جمعیت این مکان ۳۰۶ نفر (۷۹خانوار) بوده‌است.